# Круле (Вармінсько-Мазурське воєводство)
Круле (пол. Króle) — село в Польщі, у гміні Бартошиці Бартошицького повіту Вармінсько-Мазурського воєводства.